# Catamecia arabica
Catamecia arabica là một loài bướm đêm trong họ Noctuidae.